# The Clock Struck One
The Clock Struck One è un cortometraggio muto del 1917 diretto da Lawrence C. Windom e prodotto dalla Essanay di Chicago che aveva come interpreti Webster Campbell e Marguerite Clayton.

## Produzione
Il film fu prodotto dalla Essanay Film Manufacturing Company come Black Cat.

## Distribuzione
Distribuito dalla General Film Company, il film - un cortometraggio di due bobine - uscì nelle sale cinematografiche statunitensi nel maggio 1917.